# Jazz à Juan Révélations
Jazz à Juan Révélations est un concours musical annuel organisé dans le cadre du festival Jazz à Juan d'Antibes-Juan-les-Pins de 2003 à 2012. Chaque année, la scène de la Pinède Gould départage quatre artistes venus du monde entier. Deux prix sont décernés à l'issue du concert : le prix du jury et le prix du public, comptabilisé grâce à l'applaudimètre. Le ou les artistes lauréats sont invités à se produire l'année suivante le 14 juillet pour un concert gratuit dans le cadre de Jazz à Juan.

## Historique
En 2003, l’Office de Tourisme et des congrès d’Antibes Juan-les-Pins, organisateur du festival, a créé Jazz à Juan Révélations, un évènement dont la principale vocation est de saluer et encourager les forces vives du jazz. Depuis 2007, le concours décerne deux prix : le prix du jury et (nouveauté) le prix du public. Dès l'année suivante, la radio TSF Jazz s'associe à l'événement, qui est rebaptisé "TSF Jazz à Juan Révélations". Puis en 2010, France Bleu Azur et France Musique deviennent les partenaires médias du festival, remplacées par RTL en 2012.
Il n'y a pas eu d’édition en 2010, et Tineke Postma, la gagnante de l'année précédente, ne s'est pas produite sur la scène de Jazz à Juan. La dernière édition a eu lieu en 2012.

## Lauréats

### Édition 2003
- Catégorie jazz vocal : Déborah Tanguy, Gilda Solve, Cécile Verny, Ciara Arnette, Fay Claassen (nl)
- Catégorie jazz instrumental : Édouard Bineau, Samson Schmitt, Tigran Hamasyan, Yorgui Loeffler, Okan Murat Öztürk

Prix du jury : Cécile Verny - Révélation jazz vocal : Cécile Verny - Révélation jazz instrumental : Tigran Hamasyan

### Édition 2004
- Catégorie jazz vocal : Ana Popović, Janice deRosa, Sweet System
- Catégorie jazz instrumental : Fabien Mary

Prix du jury : Sweet System - Révélation jazz vocal : Janice deRosa - Révélation jazz instrumental : Fabien Mary

### Édition 2005

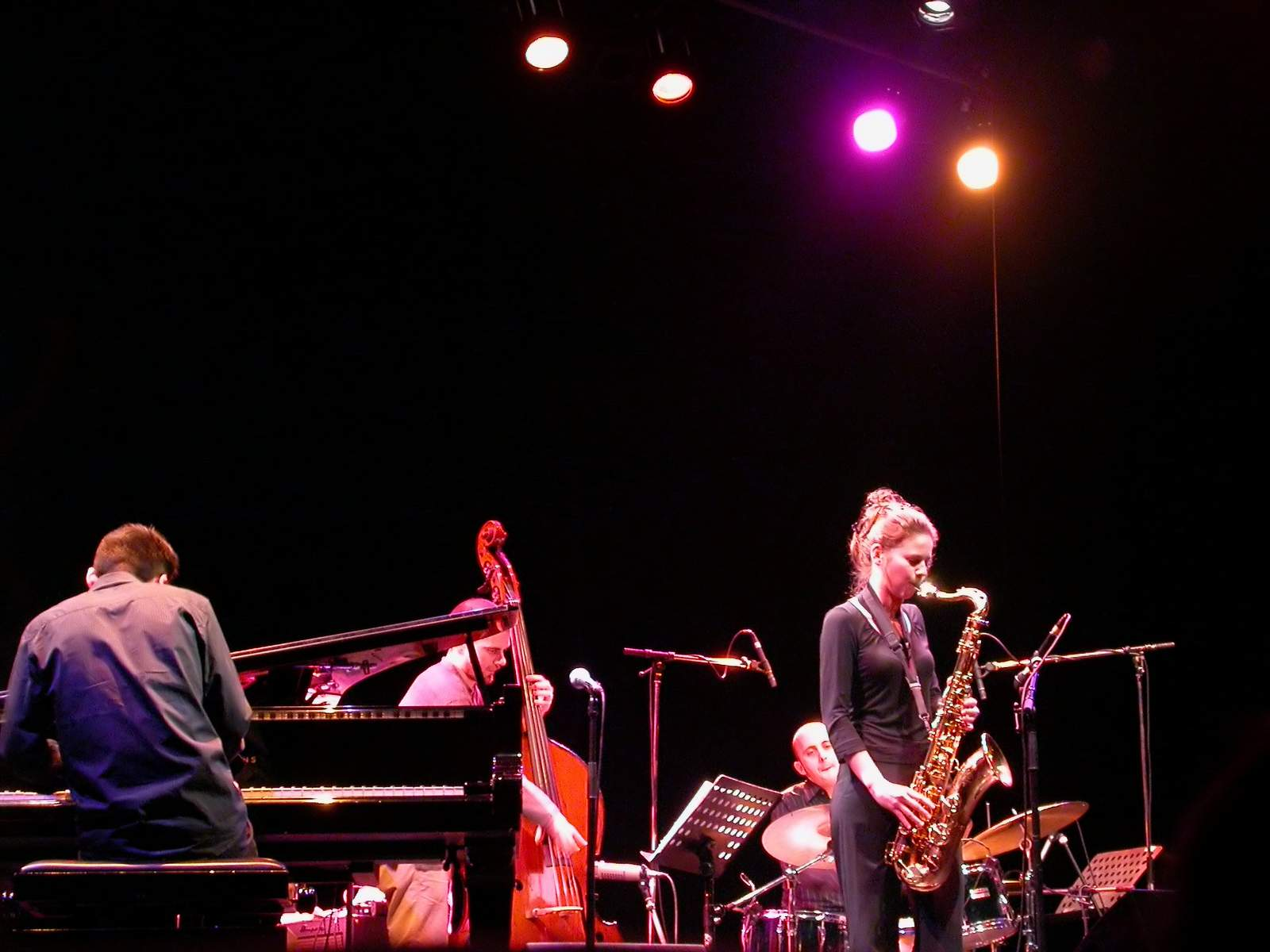
Sophie Alour à Jazz à Juan Révélations 2005

- Catégorie piano : Laurent Courthaliac, Frank Woeste, Pierre Christophe
- Catégorie jazz vocal : Mélanie Dahan, Youn Sun Nah, Tangora, Habiba
- Catégorie jazz instrumental : Michel Pastre, Frédéric Belinsky, Sophie Alour, Laurent Mignard

Prix du jury : Youn Sun Nah - Révélation dans la catégorie piano : Pierre Christophe - Révélation jazz vocal : Youn Sun Nah - Révélation jazz instrumental : Laurent Mignard

### Édition 2006

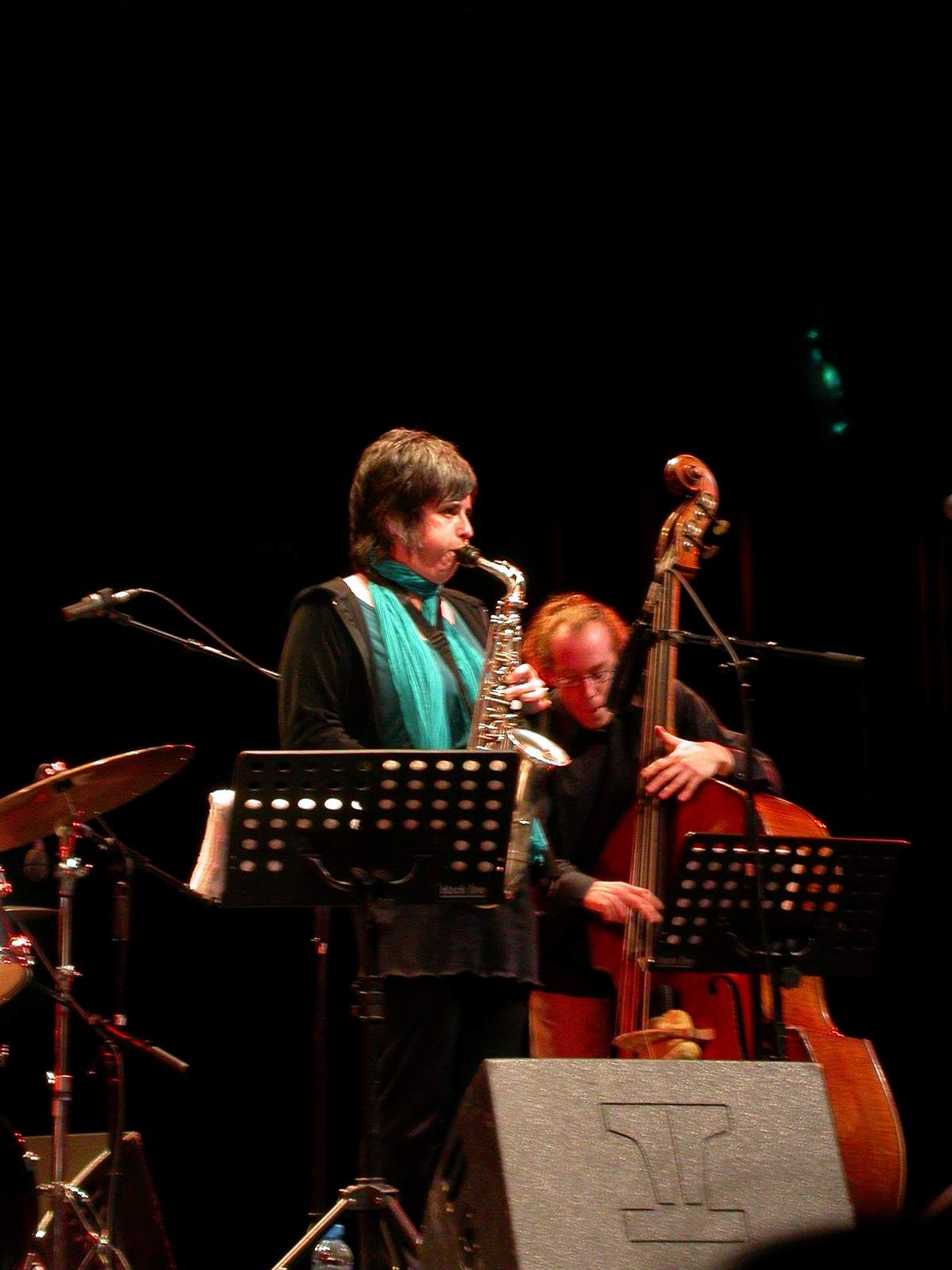
Géraldine Laurent à Jazz à Juan Révélations 2006

- Catégorie guitare jazz : Mike Reinhardt, Nicolas Meier, Misja Fitzgerald Michel, Didier Conchon
- Catégorie jazz vocal : Malcolm Potter, Emi Oshima, Rachel Ratsizafy, Louisa Bey
- Catégorie jazz instrumental : Daniel Zimmermann, Géraldine Laurent (Time Out Trio), Robin Verheyen, David Sauzay

Prix du jury : Nicolas Meier - Révélation jazz instrumental : Géraldine Laurent - Révélation guitare jazz : Nicolas Meier - Révélation jazz vocal : Emi Oshima

### Édition 2007
Participants : Fredrika Stahl (Suède) - Emilie-Claire Barlow (Canada) - Sashird Lao (France) - Nicole Henry (États-Unis)

Prix du jury : Nicole Henry - Prix du public : Sashird Lao

### Édition 2008
Participants : Nathalie Soles (Italie/Togo) - Stephy Haik (États-Unis/France) - Diana Panton (en) (Canada) - Virginie Teychené (France)

Prix du jury : Virginie Teychené - Prix du public : Virginie Teychené

### Édition 2009
Participants : Grace Kelly (États-Unis) - Bria Skonberg (Canada) - Tineke Postma (Hollande) - Céline Bonacina (France)

Prix du jury : Tineke Postma - Prix du public : Tineke Postma

### Édition 2011
Participants : Roberto Negro Trio, Alex Stuart Quartet, Grégory Ott Trio, Jean-Christophe Di Costanzo Quartet.

Prix du jury : Alex Stuart Quartet - Prix Radio France : Grégory Ott Trio - Prix du public : Jean-Christophe Di Costanzo Quartet

### Édition 2012
Participants : Jean-Lou Treboux Group (Suisse), Romain Thivolle Big Band (France), Mélanie Scholtz (Afrique du Sud).

Prix du jury : Mélanie Scholtz - Prix du public : Mélanie Scholtz - Prix RTL : Mélanie Scholtz.